# Kahayan (jezik)
Kahayan (kahaian, kahajan), nekad samostalni jezik austronezijske porodice čiji je identifikator bio [xah], danas dijalekt jezika ngaju, s rijeka Kapuas i Kahayan, na Kalimantanu, Indonezija. 
Njime je govorilo 45 000 ljudi (1981 Wurm and Hattori). Status jezika izgubio je 2008. kad je povučen i njegov kodni naziv iz upotrebe.

## Vanjske poveznice
- Ethnologue (14th)
- Ethnologue (16th)